# Littiäpää
Littiäpää är en kulle i Finland.   Den ligger i den ekonomiska regionen Norra Lappland och landskapet Lappland, i den norra delen av landet, 900 km norr om huvudstaden Helsingfors. Toppen på Littiäpää är 521 meter över havet.
Terrängen runt Littiäpää är platt åt nordväst, men åt sydost är den kuperad. Littiäpää är den högsta punkten i trakten. Trakten runt Littiäpää är nära nog obefolkad, med mindre än två invånare per kvadratkilometer. Det finns inga samhällen i närheten. Omgivningarna runt Littiäpää är i huvudsak ett öppet busklandskap.